# سفارت سوئد در پاریس
سفارت سوئد در پاریس (به فرانسوی: Ambassade de Suède en France) یک سفارت در فرانسه است که در پاریس واقع شده‌است.